# Das Licht der Phantasie
Das Licht der Phantasie (englischer Titel The Light Fantastic) ist ein Roman von Terry Pratchett, der zweite Scheibenwelt-Roman und der zweite, der die Geschichten von Rincewind erzählt. Er wurde 1986 veröffentlicht, die deutsche Übersetzung folgte 1989. Der englische Titel, The Light Fantastic, ist ein Zitat aus einem Gedicht von John Milton und beschreibt im ursprünglichen Kontext das lockere, extravagante Tanzen.
Die Ereignisse des Romans sind die direkte Weiterführung des ersten Romans, Die Farben der Magie. Es ist die einzige wirkliche Fortsetzung einer Geschichte im Rahmen der Scheibenwelt-Romane.

## Handlung
Das Buch knüpft beim Cliffhanger vom Ende der Farben der Magie an. Eine komplette Neukonstruktion der Realität versetzt Rincewind und Zweiblum von der Unterseite der Scheibenwelt in einen magischen Wald auf der Oberfläche. Ursache für diesen schwerwiegenden Eingriff ist die Notwendigkeit, alle acht Zaubersprüche des Oktav zur richtigen Zeit auszusprechen, wenn nämlich Groß A’Tuin zur Fortpflanzung schreitet.
Einer der acht Sprüche hat sich, vor Jahren, in Rincewinds Kopf niedergelassen. Damit er nicht im Weltall verloren geht, greift das Oktav ein. Quasi als Kollateralschaden dieses Eingriffs verwandelt sich der Bibliothekar der Unsichtbaren Universität in einen Orang-Utan. Gejagt von machtgierigen Zauberern, begleitet vom greisen Cohen dem Barbaren und mit einigen Abstechern in die Multidimensionalität gelangen Rincewind und Zweiblum, zur rechten Zeit, auf den Kunstturm der Universität. Die acht Sprüche werden intoniert und die Scheibenwelt vor dem Untergang gerettet. Danach beschließt Zweiblum nach Hause zurückzukehren. Als Abschiedsgeschenk überlässt er Rincewind seinen Reisekoffer aus intelligentem Birnbaumholz – Truhe.

## Sonstiges
- Gemeinsam mit seinem Vorgänger Die Farben der Magie wurde das Buch als Zweiteiler unter dem Titel The Color of Magic – Die Reise des Zauberers verfilmt. Der Film wurde im Original am 23. und 24. März 2008, in Deutschland erfolgte die Veröffentlichung direkt auf DVD am 9. Oktober 2008, außerdem wurde er am 11. Juli 2009 auf RTL ausgestrahlt.
- Es erschien sowohl eine Comic-Version des Romans in Englisch sowie eine von Volker Niederfahrenhorst gesprochene, deutsche Hörbuchfassung.

## Ausgaben
- Taschenbuch (englisches Original), Corgi Books, 1986, ISBN 978-0-552-12848-3
- Taschenbuch, Heyne, 1989, ISBN 3-453-03450-3
- ungekürztes Hörbuch, Sprecher: Volker Niederfahrenhorst, Random House Audio, 2013, ISBN 978-3-8371-2070-7
- Graphic Novel (englisch), 2008, Doubleday, ISBN 978-0-385-61427-6